# Triteleiopsis palmeri
Triteleiopsis palmeri là một loài thực vật có hoa trong họ Măng tây. Loài này được (S.Watson) Hoover miêu tả khoa học đầu tiên năm 1941.